# Hypobleta viettei
Hypobleta viettei là một loài bướm đêm trong họ Noctuidae.